# CAcert
CAcert är en gemenskapsdriven certifikatauktoritet som utfärdar digitala certifikat gratis till allmänheten. CAcert har ett system med web of trust för att kunna utfärda certifikat med hög tillförlitlighet. Det går ut på att användare träffar andra användare personligen och verifierar deras legitimationshandlingar.